# Vescovo di Clermont
Vescovo di Clermont o anche Vesques de Clarmon (lo) o Robert de Clarmont o Robert d'Auvergne, italianizzato anche in Roberto di Clermont o Roberto d'Alvernia (... – 1235) è stato un trovatore alverniate, decano del capitolo d'Autun e vescovo di Clermont.

## Biografia
Viene eletto nel 1195 vescovo di Clermont e nel 1227 arcivescovo di Lione. Figlio di Roberto IV, cugino di Dalfi d'Alvernha, Roberto nel 1199 si riconciliò con il fratello Guido II, conte d'Alvernia, che precedentemente aveva combattutto e fatto lui stesso scomunicare e imprigionare.
Decisivi per la storia d'Alvernia furono questi contrasti perché portarono nel 1212-1213 alla divisione della stessa regione tra i vescovi di Clermont (a capo della contea episcopale di Clermont), i Conti d'Alvernia, i Delfini d'Alvernia e la "Terra Reale" d'Alvernia, quest'ultima poi ceduta ai Duchi d'Alvernia.

### Trovatore
La razó o vida di Dalfi D'Auvergne ci fornisce testimonianza di uno scambio di coblas con il vescovo di Clermont di cui sappiamo che
Roberto irride Dalfi d'Alvernia in una cobla alludendo alla sua generosità non proprio "integrale". Quest'ultimo amava una certa Maurina, che risiedeva in uno dei suoi castelli, la quale gli aveva mandato un messo per chiedergli della pancetta da poter cucinare con le uova, e Dalfi gliene mandò un "mezzo lardello".
Per Crist, sil servens fos meus,

Dun cotel li dari al cor,

Can fez del bacon partida

A lei que lil queri tan gen.

Ben saup del dalphin lo talen

Que sel plus ni men no i meses,

A la ganta li dera tres ;

Mas pose en ver dire

Petit ac lart Maurina als ous frire.
Per Cristo, se il servo fosse mio,

una coltellata gli darei al cuore,

che divisa la pancetta fece

a chi gentile ne richiese.

Di Dalfin ben so l'intento

ché se più del men non vi mette,

a conti fatti ne avria dati tre;

Ma diede poco a dire il vero

di lardo da friggere a Maurina.
Dalfi risponde con una cobla al vescovo, amante della moglie di Chantart of Caulec che abitava a Pescadoiras:
Li evesque troban en sos breus

Mais volon chaulet que por,

E pesca, que li covida

A Pescadoiras fort soven,

Per un bel peisson que lai pren ;

El peissos es gais e cortes,

Mas duna re les trop mal pres,

Car ses laissatz ausire

Al preveire que no fais mas lo rire.
Il vescovo a suo agio sermona

ma razzola come può,

e pesca, che lo si vede

a Pescadoiras molto spesso,

per un bel pesce che là prende;

il pesce e gaio e cortese,

ma di una cosa troppo mal presa

che s'è lasciata sfuggire,

al prete è passata la voglia di ridere.
Con Peire de Maensac il vescovo di Clermont compose una tenso, formata da coblas unissonans
[Vescovo di Clermont]

Peire de Maensac, ges lo reis no seria

Peire de Maensac, ges lo reis no seria

tan savis com hom di, s'el el sout retenia

cavallier cui sos cors trai mais a joglaria

q'a valor ni a sen ni a cavalaria,

e s'anc jorn vos i tenc, fetz o per cortesia

[...]

[Peire de Maensac]

Escondre ben deu el, quan dis qu'el rei seguia,

qu'el sec ni no 'l pot s'a pe non o fazia;

e qui caval non a mentres que guerra sia

no m sembla ges n'agues, quan guerra non seria;

e cavallier d'a pe qui mal ditz ni feonia

non deu estar en sout, si tromba non avia.

## Ascendenza
|                           |                    |                         | Genitori                |  |  | Nonni |  |  | Bisnonni                |  |  | Trisnonni             |  |
|                           |                    |                         |                         |  |  |       |  |  | Guglielmo VI d'Alvernia |  |  | Roberto II d'Alvernia |  |
|                           |                    |                         |                         |  |  |       |  |  | Guglielmo VI d'Alvernia |  |  | Roberto II d'Alvernia |  |
|                           |                    | Giuditta di Melgueil    |                         |  |  |       |  |  | Guglielmo VI d'Alvernia |  |  |                       |  |
| Guglielmo VIII d'Alvernia |                    |                         |                         |  |  |       |  |  | Guglielmo VI d'Alvernia |  |  |                       |  |
|                           |                    | Emma d'Altavilla        | Guglielmo I di Sicilia  |  |  |       |  |  |                         |  |  |                       |  |
|                           |                    | Emma d'Altavilla        | Guglielmo I di Sicilia  |  |  |       |  |  |                         |  |  |                       |  |
|                           |                    | Emma d'Altavilla        | Giuditta d'Evreux       |  |  |       |  |  |                         |  |  |                       |  |
| Roberto IV d'Alvernia     |                    | Emma d'Altavilla        |                         |  |  |       |  |  |                         |  |  |                       |  |
|                           |                    | Guglielmo II di Nevers  | Rinaldo II di Nevers    |  |  |       |  |  |                         |  |  |                       |  |
|                           |                    | Guglielmo II di Nevers  | Rinaldo II di Nevers    |  |  |       |  |  |                         |  |  |                       |  |
|                           |                    | Guglielmo II di Nevers  | Agnese di Beaugency     |  |  |       |  |  |                         |  |  |                       |  |
| Anna di Nevers            |                    | Guglielmo II di Nevers  |                         |  |  |       |  |  |                         |  |  |                       |  |
|                           |                    | Adelaide                | …                       |  |  |       |  |  |                         |  |  |                       |  |
|                           |                    | Adelaide                | …                       |  |  |       |  |  |                         |  |  |                       |  |
|                           |                    | Adelaide                | …                       |  |  |       |  |  |                         |  |  |                       |  |
| Vescovo di Clermont       |                    | Adelaide                |                         |  |  |       |  |  |                         |  |  |                       |  |
|                           | Ugo II di Borgogna | Oddone I di Borgogna    |                         |  |  |       |  |  |                         |  |  |                       |  |
|                           | Ugo II di Borgogna | Oddone I di Borgogna    |                         |  |  |       |  |  |                         |  |  |                       |  |
|                           | Ugo II di Borgogna | Sibilla di Borgogna     |                         |  |  |       |  |  |                         |  |  |                       |  |
| Oddone II di Borgogna     | Ugo II di Borgogna |                         |                         |  |  |       |  |  |                         |  |  |                       |  |
|                           |                    | Matilda di Mayenne      | Bosone I di Turenna     |  |  |       |  |  |                         |  |  |                       |  |
|                           |                    | Matilda di Mayenne      | Bosone I di Turenna     |  |  |       |  |  |                         |  |  |                       |  |
|                           |                    | Matilda di Mayenne      | …                       |  |  |       |  |  |                         |  |  |                       |  |
| Matilde di Borgogna       |                    | Matilda di Mayenne      |                         |  |  |       |  |  |                         |  |  |                       |  |
|                           |                    | Tebaldo II di Champagne | Stefano II di Blois     |  |  |       |  |  |                         |  |  |                       |  |
|                           |                    | Tebaldo II di Champagne | Stefano II di Blois     |  |  |       |  |  |                         |  |  |                       |  |
|                           |                    | Tebaldo II di Champagne | Adele d'Inghilterra     |  |  |       |  |  |                         |  |  |                       |  |
| Maria di Blois            |                    | Tebaldo II di Champagne |                         |  |  |       |  |  |                         |  |  |                       |  |
|                           |                    | Matilde di Carinzia     | Enghelberto II d'Istria |  |  |       |  |  |                         |  |  |                       |  |
|                           |                    | Matilde di Carinzia     | Enghelberto II d'Istria |  |  |       |  |  |                         |  |  |                       |  |
|                           |                    | Matilde di Carinzia     | Uta di Passau           |  |  |       |  |  |                         |  |  |                       |  |
|                           |                    | Matilde di Carinzia     |                         |  |  |       |  |  |                         |  |  |                       |  |